# Nilea sternalis
Nilea sternalis là một loài ruồi trong họ Tachinidae.